# Colorado College
Le Colorado College est une université privée d'arts libéraux situé à Colorado Springs, au Colorado. Elle a été fondée en 1874 par le révérend Thomas Nelson Haskell à la mémoire de sa fille. Elle accueille environ 2000 étudiants sur son campus de 36 hectares, situé à 110 kilomètres au sud de Denver. L'université propose 42 majeures et 33 mineures, et a un ratio étudiants/ personnel universitaires de 10:1. Parmi ses anciens élèves célèbres, on compte James Heckman, Ken Salazar, Lynne Cheney, Thomas Hornsby Ferril (en), Marc Webb et Steve Sabol (en). Le Colorado College a un taux d'acceptation de 13,5 % pour la promotion 2023, a été classé comme le meilleur collège privé du Colorado par Forbes, et a été classé à égalité pour le 23e meilleur collège national des arts libéraux, et comme la première école d'arts libéraux la plus innovante, dans le classement du U.S. News & World Report de 2018. En outre, Kiplinger's Personal Finance (en) a classé le Colorado College au 16e rang dans son classement 2018 des meilleures écoles d'arts libéraux aux États-Unis.
Le Colorado College est affilié aux Associated Colleges of the Midwest. La plupart des équipes sportives font partie de la division III de la NCAA, à l'exception des équipes de la division I de hockey masculin et de football féminin.

## Personnalités liées à l'université

### Étudiants
- Abiol Lual Deng (2001-2002)[6]